# Морозов, Василий Иванович (1888—1950)
Василий Иванович Морозов (30 октября 1888, станица Семикаракорская, Верхне-Донской округ — 30 января 1950, Клагенфурт) — русский кавалерийский военачальник, генерал-майор, активный участник Белого движения на юге России.

## Биография
Казак станицы Семикаракорской Верхне-Донского округа.

### Императорская армия
По окончании Новочеркасского казачьего училища в 1908 году был выпущен хорунжим в 7-й Донской казачий полк, в рядах которого и вступил в Первую мировую войну. Позднее во время войны — подъесаул, командир сотни в 58-м Донском казачьем полку. В апреле 1917 года — войсковой старшина.

### В Белом движении
- 06.1918—05.1919 командир 76-го Донского конного полка Донской армии в составе ВСЮР.

Осенью 1919 года по приказу генерала А. И. Деникина полк Морозова вместе с 3-м армейским корпусом ВСЮР генерала Слащёва был переброшен из Калача-на-Дону в район Мариуполя для борьбы с армией Махно и защиты Таганрога.
Как пишет Деникин:

…в результате в начале октября в руках повстанцев оказались Мелитополь, Бердянск, где они взорвали артиллерийские склады, и Мариуполь — в 100 верстах от Ставки (Таганрога). Повстанцы подходили к Синельникову и угрожали Волновахе — нашей артиллерийской базе… Случайные части — местные гарнизоны, запасные батальоны, отряды Государственной стражи, выставленные первоначально против Махно, легко разбивались крупными его бандами. Положение становилось грозным и требовало мер исключительных. Для подавления восстания пришлось, невзирая на серьёзное положение фронта, снимать с него части и использовать все резервы. …Это восстание, принявшее такие широкие размеры, расстроило наш тыл и ослабило фронт в наиболее трудное для него время.
Полк Морозова освободил город Мариуполь от махновцев. Продолжая преследование махновцев полк Морозова отбросил иx от Александровска. Затем полк Морозова совместно войсками 2-го корпуса генерала Слащёва освободил Екатеринослав. Общее наступление Красной армии в конце 1919 года привело полк Морозова к берегам Азовского моря.
- В ноябре 1919 года «за боевые отличия» произведён в полковники Донским атаманом.

#### Оборона Крыма и наступление Добровольческой Русской армии в Таврии
- 02—03.1920 — Командир 2-й отдельной Донской бригады.

В начале 1920 года войска Красной армии захватили Таганрог и вынудили бригаду Морозова вместе с корпусом генерала Слащёва отступать к Перекопу и далее в Крым, где зимой 1919—1920 годов бригада Морозова активно участвовала в обороне Крыма.
- 04—11.1920 — Командир 2-й (Сводной) Донской казачьей дивизии в Донском корпусе генерала Ф. Ф. Абрамова Русской армии генерала П. Н. Врангеля.
- май 1920 — кавалерийская атака на Перекопе. За дивизией Морозова следовала дивизия генерала И. Г. Барбовича.[2]
- 06.1920 дивизия Морозова участвовала в разгроме конной группы Д. П. Жлобы. За бои в Северной Таврии полковник Морозов был произведен генералом Врангелем в генерал-майоры. Награждён орденом Св. Николая Чудотворца

За то, что в боях 19 и 20 июня 1920 года против конной группы красных под начальством Жлобы, когда охваченные со всех сторон красные в отчаянии бросились в атаку на наши части, стремясь прорвать их кольцо, он появлялся во всех угрожаемых местах и находясь под губительным ружейным и пулеметным огнем, лично руководил частями своей дивизии, ведя их в атаку, подавая пример доблести и самоотвержения и вызывая подчиненных на величайшие проявления героизма.
- 20 июня 1920 года генерал Морозов нанёс окончательный удар по уже разгромленному корпусу Жлобы.
- 16 сентября 1920 года раненый генерал Морозов был назначен в распоряжение Донского атамана.
- В ноябре 1920 года генерал Морозов эвакуирован из Крыма.

### Эмиграция
После эвакуации из Крыма в ноябре 1920 на остров Лемнос (Турция) жил в Болгарии (1921—1941). В Болгарии около 10 лет работал шахтером в Казанлыке.

### Вторая Мировая война
В конце 1941 года генерал Морозов одним из первых участвовал в формировании казачьих войск вермахта, вступил в Русский Охранный корпус в оккупированной Германией Югославии. С 1943 года командовал Донским батальоном Русского Охранного корпуса. В октябре 1944 года принял 1-й казачий полк после смерти генерал В. Э. Зборовского. Командовал 1-м казачьим полком в Русском Охранном казачьем корпусе генерала Б. А. Штейфона до конца войны.
По окончании войны находился в лагере Келлерберг в Австрии, случайно избежал выдачи в СССР.
После Второй Мировой войны жил в Австрии (1945—1950). Умер в больнице города Клагенфурт (Австрия) 30 января 1950 года. Похоронен на лагерном кладбище Келлерберг.

## Мемуары
- Морозов В. Воспоминания о бое 25 мая 1920 г. // Русская Армия генерала Врангеля. Бои на Кубани и в Северной Таврии [Текст] : сборник биографической информации / Сост., предисл. и коммент. С. В. Волкова; Оформ. И. А. Озеров. — М.: Центрполиграф, 2003. — 944 с. : фото + Комент.: с. 869—941. — (Россия забытая и неизвестная) (Белое движение). — ISBN 5-9524-0477-4